# Gadila peruviana
Gadila peruviana är en blötdjursart som beskrevs av Dall 1908. Gadila peruviana ingår i släktet Gadila och familjen Gadilidae. Inga underarter finns listade i Catalogue of Life.